# Paul Delaunay
Pour les articles homonymes, voir Delaunay.
Paul-Marie Delaunay (16 février 1878, Mayenne – 3 février 1958, Le Mans), est un médecin et historien français.

## Origine
Il est le fils d'Adolphe-François Delaunay, greffier au tribunal civil de Mayenne, et adhérent au Cercle littéraire en 1873, et d'Angèle-Marthe Boëteau. Il est issu d'une famille modeste de la région du Mans : son grand-père paternel était sabotier, son grand-père maternel, horloger-bijoutier.

## Parcours
Il fit ses études au petit séminaire de Mayenne, puis au collège Stanislas à Paris, avant d'entrer à la Faculté de médecine de Paris. Il épouse au Mans, le 4 février 1907, Marie-Louise Guittet. Paul Delaunay avait un frère, qui était abbé. Ses trois filles vivent au Mans.

## Médecine
Sa thèse de médecine est de 1906 et fut couronnée par l'Académie de médecine, prix Hugo, mention honorable. Il exerça au Mans de 1906 à sa mort, en 1958.

## Distinctions
- Officier d'académie
- Croix de guerre 1914–1918
- Chevalier de la Légion d'honneur (1934)[1]

Il était notamment président de la Société nationale française d'histoire de la médecine, membre de Mayenne-Sciences, de la Société d'agriculture, sciences et arts de la Sarthe et de nombreuses associations. Il était titulaire  de la Croix de guerre 1914-1918, Chevalier de la Légion d'honneur, Officier d'Académie.

## Humanisme et sciences
Humaniste distingué, il lisait le latin et le grec dans le texte. C'était aussi un bibliophile passionné. Collectionneur, il s'intéressait à la botanique, la géologie, l'histoire naturelle et était un habitué du Muséum national d'histoire naturelle de Paris.
Ses œuvres très nombreuses sont déposées à la Bibliothèque du Mans. Leur liste permet de se rendre compte de la fécondité de ses travaux, rédigés dans un style agréable, parfois malicieux. Jean Rostand a écrit sur lui : « Cette belle œuvre défiera le temps et sera toujours consultée par les historiens qui y trouveront une source irremplaçable d'information et une haute leçon d'élégance achèvement, de rigueur et d'indépendance ».

## Publications

### Histoire de la médecine
- Vieux médecins mayennais. 2 séries. 1re : Champion, Paris, 1903. 2e : Goupil, Laval, 1904.
- Alcooliques et névrosés, silhouettes d'écrivains : Edgar Poe, Hoffmann. Paris, Gougy, 1904
- Vieux médecins sarthois. 3 séries (1906, 1912 et 1922)
- Le Monde médical parisien au XVIIIe siècle. (sujet de sa thèse en 1906)
- L'obstétrique dans le Maine au XVIIIe siècle et au XIXe siècle. Monnoyer, Le Mans, 1911
- Un médecin du Maine, ami de Franklin et précurseur de l'alliance franco-américaine, Barbeu du Bourg. Le Mans, 1919.
- « Ceux qui soignaient nos pères : médecins manceaux d'autrefois », dans Bulletin de la Commission historique et archéologique de la Mayenne, 1919, 1920.
- Études sur l'hygiène, l'assistance et les secours publics dans le Maine. 1re série. Monnoyer, Le Mans, 1920.
- Les sages-femmes dans le Maine à la fin de l'ancien régime. La médecine illégale et les charlatans. Imprimerie de Vlijt, Anvers, 1921.
- Études sur l'hygiène dans le Maine sous l'ancien Régime. 2e série. Monnoyer, Le Mans, 1922.
- Les guérisseurs ambulants dans le Maine sous l'ancien régime. Hérissey, Évreux, 1922.
- « Une page inconnue de la vie du docteur Barbeu du Bourg », dans Bulletin de la Commission historique et archéologique de la Mayenne, 1935
- La vie médicale aux XVIe, XVIIe et XVIIIe siècles sur Google Livres, Slatkine, 1935, 556 p.  (ISBN 2051017328 et 9782051017329)
- La Médecine et l’Église: Contribution à l'Histoire de l'Exercice Médical par les Clercs. Paris: Éditions Hippocrate, 1948.
- Dans les sciences médicales : nombreux articles dans des revues médicales.

### Histoire des sciences naturelles
- La Zoologie au XVIe siècle. Hermann, Paris, 1962. (posthume)
- L' aventureuse existence de Pierre Belon du Mans - 1926. Synthèse sur le naturaliste et voyageur sarthois. 1517-1564.

### Histoire
- Œuvres de François Rabelais. Tome V : Tiers livre. Observations, critiques et notes du docteur Delaunay.
- Le Maine au temps de la Restauration. Presse médicale, 1952

### Histoire régionale
- Au pays d'Aron, note sur deux monuments mégalithiques. Bulletin de la Commission historique et archéologique de la Mayenne, 1900.
- La pierre-levée de la Chablère, note sur un monument mégalithique de la commune d'Oisseau. Bulletin de la Commission historique et archéologique de la Mayenne, 1902.
- Les brigands de Fontaine-Daniel. Bulletin de la Commission historique et archéologique de la Mayenne, 1904.
- La levée de 1792 et les commissaires du pouvoir exécutif dans la Mayenne. Bulletin de la Commission historique et archéologique de la Mayenne, 1905.
- « Les débuts de la deuxième Restauration dans la Mayenne », dans Bulletin de la Commission historique et archéologique de la Mayenne, 1905.
- La Mayenne révolutionnaire. Notes et documents Goupil, Laval, 1906
- Les derniers jours d'un érudit, M. L'abbé Angot. Basas. 1917.
- Un pharmacien historien et naturaliste : J.-R. Pesche. Monnoyer, Le Mans, 1921

### Sciences naturelles
- La géologie du département de la Mayenne. Académie internationale de géographie botanique. 1902.
- Étude sur les Coëvrons. Plusieurs articles de 1941 à 1956.

### Biographies
- Charles Buchet, "Les historiens du jour : M. le Docteur Paul Delaunay, du Mans", Bulletin de la Société d'histoire de la pharmacie, 1922, vol. 10, n° 34  pp. 58-64.
- Thèse consacrée au Docteur Delaunay. Anne Chartier.
- Une nécrologie suivie d'une bibliographie des œuvres, par André Bouton, "Bulletin d'agriculture, sciences et arts de la Sarthe", année 1958
- L'œuvre scientifique du Docteur Paul Delaunay, par Pierre Huard et Jean Théodoridès, dans Revue d'histoire de la médecine, 1958
- Nécrologie, dans La Province du Maine. 1959